# Delegat
Delegat, segons el DIEC (diccionari de l'Institut d'Estudis Catalans), és la persona a qui se li encarrega de fer alguna cosa per part de qui té realment el poder o autoritat per a fer-ho. Així, la persona que té poder o autoritat per a fer una cosa (o per a exercir un càrrec), pot delegar el seu poder de maneres diferents: totalment o parcialment, indefinidament o temporalment. En qualsevol cas, la persona que té l'autoritat originària conserva l'autoritat i és qui pot decidir quan, com i a qui cedeix el seu poder, o part del seu poder.
Les administracions públiques acostumen a nomenar delegats per a gestionar les competències pròpies de l'administració en àmbits territorials inferiors: un Ministeri, per exemple, nomena delegats regionals o locals. Les empreses, per la seva banda, a vegades també disposen de delegacions o concessionaris en diferents localitats. I en l'àmbit laboral existeixen els delegats de personal i els delegats sindicals, nomenats respectivament pel conjunt dels treballadors de l'empresa i pels treballadors afiliats a un determinat sindicat, amb l'encàrrec de representar-los davant dels directius de l'empresa o de l'autoritat laboral.
En els sistemes democràtics existeix també la delegació: els ciutadans designen a través de les eleccions els representants en qui deleguen l'exercici dels propis drets de participació i decisió durant el període entre unes eleccions i les següents. És el règim de democràcia representativa que existeix en les democràcies occidentals, i que es diferencia de la democràcia directa o participativa on els ciutadans conserven les facultats originàries de decidir.